# Irina Teodorescu
Irina Teodorescu (n. 30 martie 1979, București) este o scriitoare română, de limbă franceză.

## Volume publicate
- Treize, nuvele, EMUE éditions, ISBN 0987157248
- Les étrangères, roman, Gaïa Éditions, 2015, ISBN 2847206590
- La Malédiction du Bandit Moustachu, roman, Gaïa Éditions, 2014, ISBN 2330061161
  - limba română: Blestemul tâlharului mustăcios, Editura Polirom, 2016, ISBN 9789734662517